# ريتشارد إيرفاين مانينغ الثالث
ريتشارد إيرفاين مانينغ الثالث هو سياسي أمريكي، ولد في 15 أغسطس 1859 في مقاطعة سومتر في الولايات المتحدة، وتوفي في 11 سبتمبر 1931 في كولومبيا في الولايات المتحدة. نشط حزبياً في الحزب الديمقراطي. وقد انتخب حاكم كارولينا الجنوبية ‏ (19 يناير 1915 – 21 يناير 1919).